# Albania ai Giochi della XXX Olimpiade
L'Albania ha partecipato ai Giochi della XXX Olimpiade di Londra, che si sono svolti dal 27 luglio al 12 agosto 2012, con una delegazione di 11 atleti. Tuttavia, il sollevatore Hysen Pulaku è risultato positivo durante un test antidoping allo stanozololo ed estromesso dai Giochi prima dell'inizio della competizione.
L'Albania non ha conquistato medaglie in questa edizione dei Giochi.

## Atletica leggera
Gare maschili
| Atleta         | Evento         | Qualificazioni | Qualificazioni | Finale          | Finale          |
| Atleta         | Evento         | Misura         | Posizione      | Misura          | Posizione       |
| -------------- | -------------- | -------------- | -------------- | --------------- | --------------- |
| Adriatik Hoxha | Getto del peso | 17,58 m        | 37°            | non qualificato | non qualificato |

Femminile
| Atleta         | Evento | Batterie                | Batterie                | Quarti di finale        | Quarti di finale        | Semifinali              | Semifinali              | Finali                  | Finali                  |
| Atleta         | Evento | Tempo                   | Posizione               | Tempo                   | Posizione               | Tempo                   | Posizione               | Tempo                   | Posizione               |
| -------------- | ------ | ----------------------- | ----------------------- | ----------------------- | ----------------------- | ----------------------- | ----------------------- | ----------------------- | ----------------------- |
| Klodiana Shala | 200 m  | Ritirata per infortunio | Ritirata per infortunio | Ritirata per infortunio | Ritirata per infortunio | Ritirata per infortunio | Ritirata per infortunio | Ritirata per infortunio | Ritirata per infortunio |

## Judo
Femminile
| Atleta            | Evento | Preliminari                     | 16-esimi                        | Ottavi               | Quarti di finale     | Semifinali           | 1º Turno ripescaggi  | Ripescaggi Quarti    | Ripescaggi Semifinali | Finale               |
| Atleta            | Evento | Avversario Risultato            | Avversario Risultato            | Avversario Risultato | Avversario Risultato | Avversario Risultato | Avversario Risultato | Avversario Risultato | Avversario Risultato  | Avversario Risultato |
| ----------------- | ------ | ------------------------------- | ------------------------------- | -------------------- | -------------------- | -------------------- | -------------------- | -------------------- | --------------------- | -------------------- |
| Majlinda Kelmendi | −52 kg | J. Sundberg (FIN) V (0020–0001) | C. Legentil (MRI) P (0101–1001) | non qualificata      | non qualificata      | non qualificata      | non qualificata      | non qualificata      | non qualificata       | non qualificata      |

## Nuoto
Maschile
| Atleta      | Evento             | Batteria | Batteria   | Semifinale      | Semifinale      | Finale          | Finale          |
| Atleta      | Evento             | Tempo    | Classifica | Tempo           | Classifica      | Tempo           | Classifica      |
| ----------- | ------------------ | -------- | ---------- | --------------- | --------------- | --------------- | --------------- |
| Sidni Hoxha | 100 m stile libero | 51"11    | 37°        | non qualificato | non qualificato | non qualificato | non qualificato |

Femminile
| Atleta      | Evento         | Batteria | Batteria   | Semifinale      | Semifinale      | Finale          | Finale          |
| Atleta      | Evento         | Tempo    | Classifica | Tempo           | Classifica      | Tempo           | Classifica      |
| ----------- | -------------- | -------- | ---------- | --------------- | --------------- | --------------- | --------------- |
| Noel Borshi | 100 m farfalla | 1'05"49  | 40ª        | non qualificata | non qualificata | non qualificata | non qualificata |

## Sollevamento pesi
Maschile
| Atleta         | Evento | Strappo   | Strappo    | Slancio   | Slancio    | Totale | Classifica |
| Atleta         | Evento | Risultato | Classifica | Risultato | Classifica | Totale | Classifica |
| -------------- | ------ | --------- | ---------- | --------- | ---------- | ------ | ---------- |
| Briken Calja   | -69 kg | 143       | 12°        | 177       | 7°         | 320    | 9°         |
| Daniel Godelli | -69 kg | nm        | dnf        | dnf       | dnf        | dnf    | dnf        |
| Endri Karina   | -94 kg | 155       | 15°        | 195       | 14°        | 350    | 14°        |

Femminile
| Atleta       | Evento | Strappo   | Strappo    | Slancio   | Slancio    | Totale | Classifica |
| Atleta       | Evento | Risultato | Classifica | Risultato | Classifica | Totale | Classifica |
| ------------ | ------ | --------- | ---------- | --------- | ---------- | ------ | ---------- |
| Romela Begaj | -58 kg | 101       | 7ª         | 115       | 12ª        | 216    | 11ª        |

## Tiro a segno/volo
Maschile
| Atleta       | Evento                     | Qualificazione | Qualificazione | Finale          | Finale          |
| Atleta       | Evento                     | Punteggio      | Classifica     | Punteggio       | Classifica      |
| ------------ | -------------------------- | -------------- | -------------- | --------------- | --------------- |
| Arben Kucana | Pistola 10m aria compressa | 577            | 20°            | non qualificato | non qualificato |
| Arben Kucana | Pistola 50m                | 524            | 37°            | non qualificato | non qualificato |